# Praça de Toiros de Portalegre
A Praça de Toiros de Portalegre, oficialmente Praça de Toiros José Elias Martins, é uma Praça de Toiros em Portalegre, tendo sido inaugurada em 1936.
A Praça foi construída na Herdade da Misericórdia, localizada nos arredores de Portalegre e propriedade do lavrador José Elias Martins, um dos maiores proprietários agrícolas do Alto Alentejo, ficando assim com o seu nome. Mantém-se até hoje como propriedade privada.
A corrida inaugural decorreu a 8 de Junho de 1936 na presença de autoridades civis e militares.